# Andrzej Kostenko
Andrzej Kostenko (Łódź, 24 giugno 1936 – Łódź, 1º giugno 2024) è stato un regista, direttore della fotografia, sceneggiatore e attore polacco.

## Biografia
Divenne noto per le sue collaborazioni con Roman Polański, sia in film sia in cortometraggi.
Sposò l'attrice Pola Raksa.

## Filmografia parziale

### Regista
- Rewizja osobista (1973)
- Sam na sam (1977)
- Il commissario Maigret - serie televisiva
- Ojciec Mateusz - serie televisiva

### Direttore della fotografia
- Ssaki (1962)
- Żywot Mateusza, regia di Witold Leszczyński (1968)
- Qu'est-ce qui fait courir Jacky? (1969)
- Rewizja osobista (1973
- Mani in alto! (Rece do gory), regia di Jerzy Skolimowski (1981)
- Las katynski (1990)

### Sceneggiatore
- Il vergine (Le départ), regia di Jerzy Skolimowski (1967)
- Sam na sam (1977)
- Mani in alto! (Rece do gory), regia di Jerzy Skolimowski (1981)

### Attore
- Wszystko na sprzedaz (1969)
- Gdy spadają anioly (1959)
- Zamach (1959)
- Co rekne zena? (1958)